# A. Ralph Epperson
A. Ralph Epperson (1 de noviembre de 1937), es un escritor estadounidense de teorías de conspiraciones, conferencista y productor audiovisual. Es conocido por sus opiniones antimasónicas.

## Teorías
Epperson contó en uno de sus libros la subordinación masónica de un presidente de los Estados Unidos, Andrew Johnson, frente a Albert Pike, su maestro en las logías.